# Vinilestrenolone
Il vinilestrenolone è un ormone progestativo che si presenta come una polvere cristallina, bianca ed inodore.

## Caratteristiche fisiche
È solubile in cloroformio, etere ed alcool. Ha il punto di fusione a 146-148 °C.

## Reattività

### Reazioni di identificazione
La soluzione in metanolo, acidificata con acido cloridrico e lasciata a riposo per 30 minuti, presenta un massimo d'assorbimento a 239 nm. Lo spettro infrarosso presenta le bande caratteristiche del vinilestrenolone ed in particolare quella dell'OH a 3390 cm−1, quelle del =C=O] a 1724 e a 1698 −1 e quella del =C=C= a 1653 −1.

### Saggi di purezza
Il vinilestrenolone è riconoscibile per la perdita all'essiccamento su P2O5 sotto vuoto non superiore allo 0,5%, per il residuo alla calcinazione non superiore allo 0,1% e per cromatografia su strato sottile su gel di silice con solvente cicloesano-acetato d'etile in rapporto 8 a 2: si rileva un'unica macchia con Rf 0,40.

### Determinazione quantitativa
La determinazione quantitativa si basa sulla trasposizione del vinilestrenolone in 17a-vinil-estr-4-en-17b-ol-3-one in ambiente acido per acido cloridrico e lettura allo spettrofotometro a 239 nm: il titolo deve risultare superiore al 98%.

## Farmacologia e tossicologia
Il meccanismo d'azione del vinilestrenolone consiste nel blocco dell'increzione ipofisaria dell'ormone gonadotropo. È impiegato nella terapia dei disturbi mestruali primari e secondari ed usato come contraccettivo.
È controindicato per le persone affette da malattia di tipo vascolare (per esempio tromboflebiti), da neoplasia mammaria o genitale. Può dare segni di intolleranza gastrica.
Il vinilestrenolone è molto tossico.